# Bruno Giovannini
Bruno Giovannini (Milano, 9 giugno 1942 – Caleppio di Settala, 9 gennaio 2023) è stato un calciatore italiano, di ruolo difensore.

## Carriera
Debutta in Serie C nel 1961 con il Fanfulla e, dopo tre stagioni, passa al Monza in Serie B.
Con i brianzoli disputa due campionati di Serie B, retrocedendo al termine della stagione 1965-1966, vincendo il successivo campionato di Serie C 1966-1967 e giocando un ultimo anno in Serie B nel 1967-1968, per un totale di 57 presenze e 2 reti tra i cadetti.
In seguito si trasferisce alla Biellese in Serie C.

## Palmarès

### Club

#### Competizioni nazionali
- Serie C: 1

Monza: 1966-1967